# Джерело № 1 (урочище «Буркут»)
Джерело № 1 — гідрологічна пам'ятка природи місцевого значення. Об'єкт розташований на території Рахівського району Закарпатської області, ДП «Рахівське ЛДГ», урочище «Буркут», Рахівське лісництво, квартал 5, виділ 11.
Площа — 0,5 га, статус отриманий у 1984 році.